# 坚木山矾
坚木山矾（学名：Symplocos dryophila）为山矾科山矾属下的一个种。

## 扩展阅读
- 維基物種上的相關：坚木山矾